# National Board of Review Award al miglior regista esordiente
Il National Board of Review Award al miglior regista esordiente (National Board of Review Award for Outstanding Directorial Debut, poi National Board of Review Award for Best Directorial Debut e National Board of Review Award for Best Debut Director) è un premio assegnato annualmente dal 1997 dai membri del National Board of Review of Motion Pictures al miglior debutto registico dell'anno.

## Albo d'oro

### Anni 1990
- 1997: Kasi Lemmons - La baia di Eva (Eve's Bayou)
- 1999: Kimberly Peirce - Boys Don't Cry

### Anni 2000
- 2001: John Cameron Mitchell - Hedwig - La diva con qualcosa in più (Hedwig and the Angry Inch)
- 2002: Rob Marshall - Chicago
- 2003: Vadim Perelman - La casa di sabbia e nebbia (House of Sand and Fog)
- 2004: Zach Braff - La mia vita a Garden State (Garden State)
- 2005: Julian Fellowes - Un giorno per sbaglio (Separate Lies)
- 2006: Jason Reitman - Thank You for Smoking
- 2007: Ben Affleck - Gone Baby Gone
- 2008: Courtney Hunt - Frozen River - Fiume di ghiaccio (Frozen River)
- 2009: Duncan Jones - Moon ex aequo Oren Moverman - Oltre le regole - The Messenger (The Messenger) ex aequo Marc Webb - (500) giorni insieme ((500) Days of Summer)

### Anni 2010
- 2010: Sebastian Junger e  Tim Hetherington - Restrepo - Inferno in Afghanistan (Restrepo)
- 2011: J. C. Chandor - Margin Call[2]
- 2012: Benh Zeitlin - Re della terra selvaggia (Beasts of the Southern Wild)[3]
- 2013: Ryan Coogler - Fruitvale Station[3][4]
- 2014: Gillian Robespierre - Obvious Child[5]
- 2015: Jonas Carpignano - Mediterranea[6]
- 2016: Trey Edward Shults - Krisha[7]
- 2017: Jordan Peele - Scappa - Get Out (Get Out)[7][8]
- 2018: Bo Burnham - Eighth Grade - Terza media (Eighth Grade)[9][10]
- 2019: Melina Matsoukas - Queen & Slim[11][12]

### Anni 2020
- 2020: Channing Godfrey Peoples - Miss Juneteenth[13]
- 2021: Michael Sarnoski - Pig[14][15]
- 2022: Charlotte Wells - Aftersun[16]
- 2023: Celine Song - Past Lives[17]
- 2024: India Donaldson – Good One[18][19]